# Börnichen/Erzgeb.
Börnichen/Erzgeb. är en kommun och ort i Landkreis Erzgebirgskreis i förbundslandet Sachsen i Tyskland. Kommunen har cirka 1 000 invånare.
Kommunen ingår i förvaltningsområdet Wildenstein tillsammans med kommunen Grünhainichen.